# Rosanów
Rosanów [pronunciación en polaco: /rɔˈsanuf/] es un pueblo ubicado en el distrito administrativo de Gmina Zgierz, dentro del condado de Zgierz, Voivodato de Łódź, en el centro de Polonia. Se encuentra a unos 8 kilómetros al norte de Zgierz y a 16 kilómetros al norte de la capital regional Łódź.